# Vordermühle Elbeu

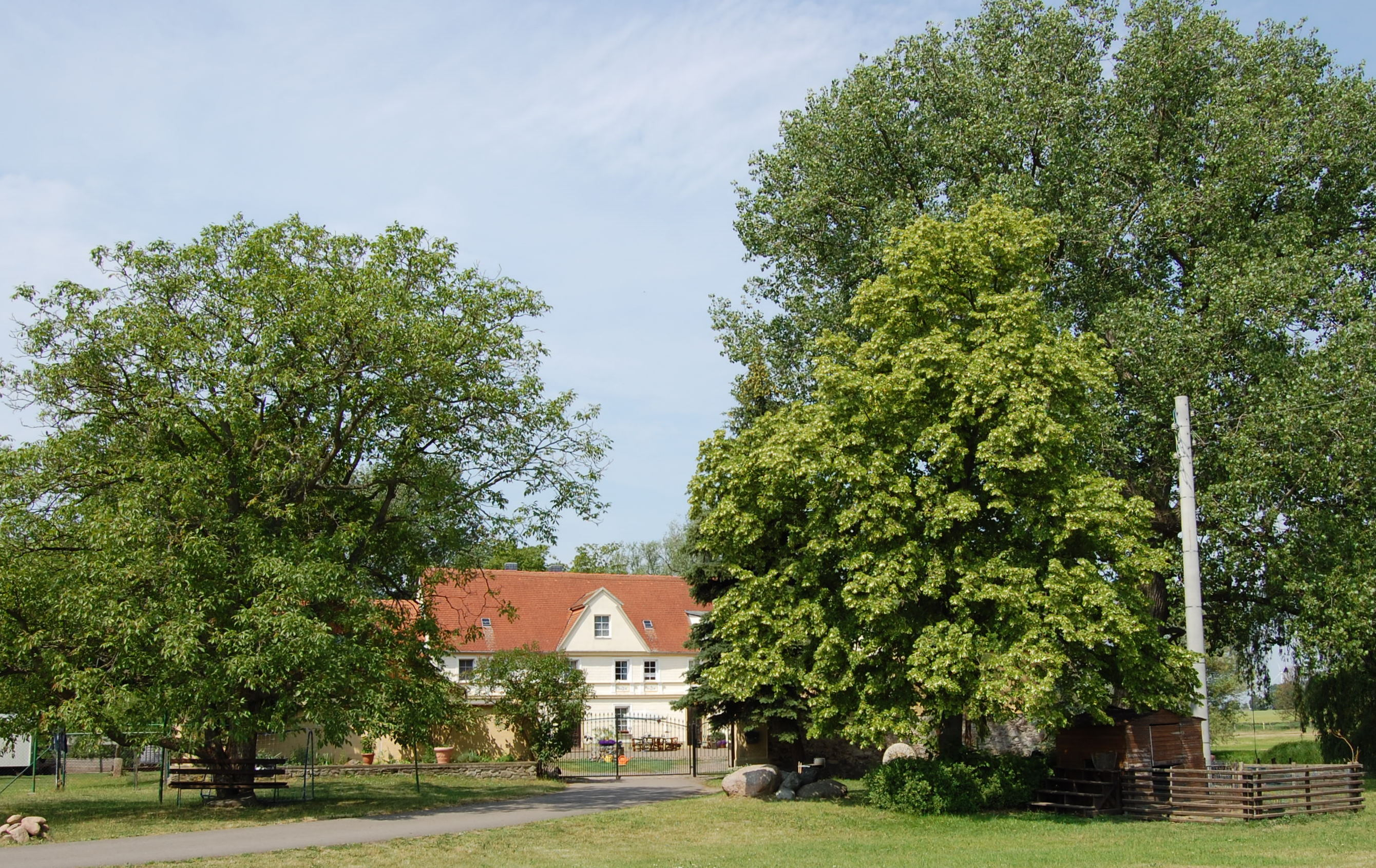
Vordermühle

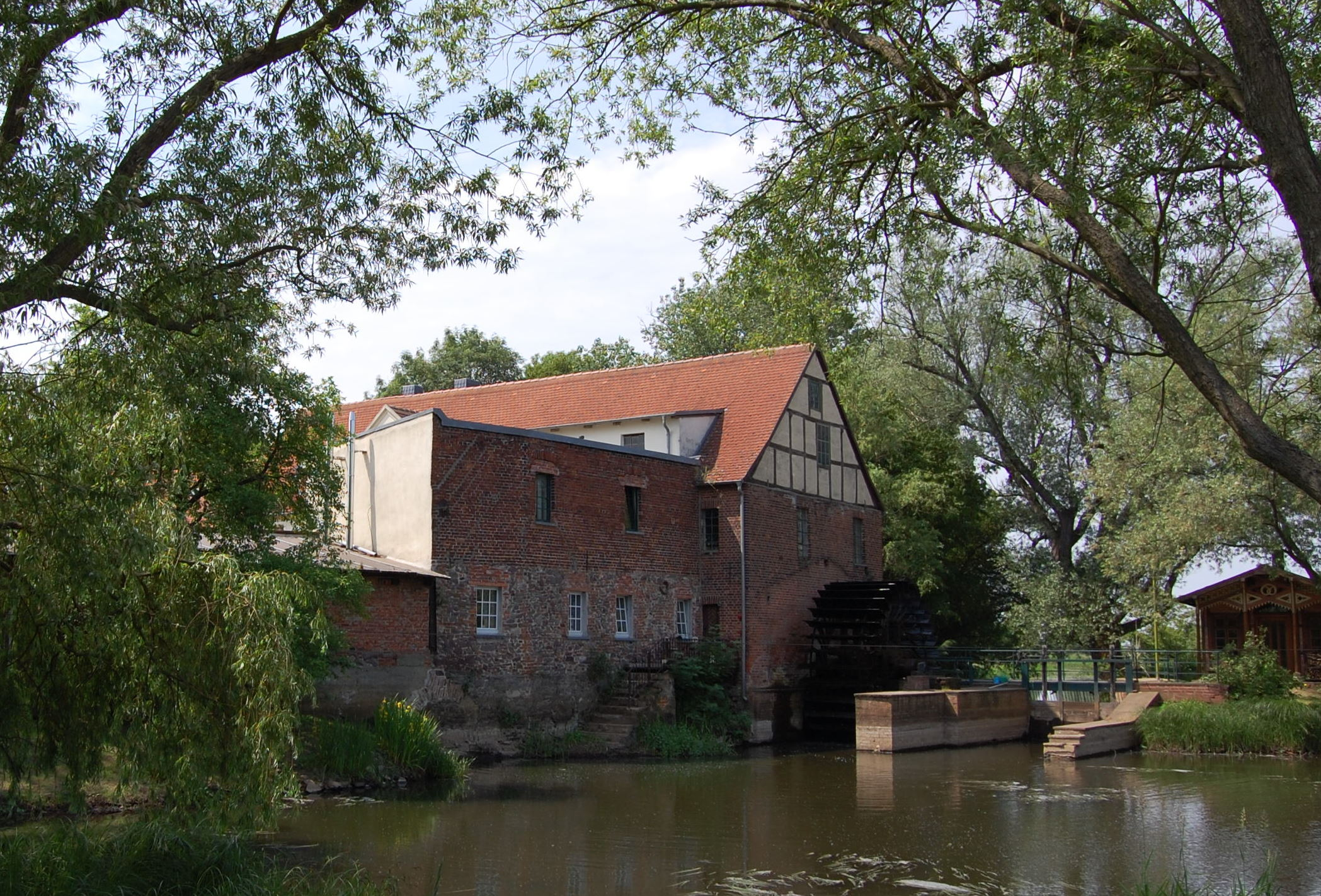
Wasserrad

Die Vordermühle Elbeu ist eine Wassermühle in Elbeu in Sachsen-Anhalt.

## Lage
Die Mühle befindet sich nördlich des zur Stadt Wolmirstedt gehörenden Dorfes Elbeu am Mühlengraben, einem Nebenarm der Ohre.

## Architektur
Das Mühlengebäude ist ein zweistöckiger Fachwerkbau und verfügt zum Hof hin über eine gründerzeitliche Fassade. An der Giebelseite befindet sich das Wasserrad. Teile der alten Mühleneinrichtung sind erhalten, so das Hauptgetriebe, Reste des Schrotgangs mit Steinkran, die Schrotmaschine vom Fabrikat ILUS und den Fahrstuhl. In Zusammenarbeit mit der Fachhochschule Magdeburg-Stendal dient die Mühle der Stromerzeugung aus Wasserkraft.

## Geschichte
Erste urkundliche Erwähnungen der Mühle erfolgten im 16. Jahrhundert. Weiter flussauf liegen die Mittelmühle und, am Westrand von Jersleben, die Herrenmühle.
In der Vordermühle wurde Getreide gemahlen. Der Antrieb erfolgte über ein sechs Meter im Durchmesser messendes sogenanntes Zuppinger-Wasserrad. Die Mühle, deren heutige Bausubstanz auf das 18. und 19. Jahrhundert zurückgeht, war bis in die 1970er Jahre in Betrieb, wobei der Antrieb zuletzt über einen Elektromotor erfolgte. Das Wasserrad war nicht mehr funktionstüchtig und verfiel. 1972 veräußerte der letzte Müller Rudolf Ruppert das in weiten Teilen baufällige Mühlengehöft an Karl-Josef Grau. Die Mühleneinrichtung samt Radwelle wurde ausgebaut. Grau führte in Teilbereichen Sanierungsarbeiten durch.
Ab 1992 erfolgte dann eine umfassendere Sanierung, für die sich insbesondere die Untere Denkmalschutzbehörde des Ohrekreises einsetzte. So fand auch eine Erneuerung des Mühlenwehrs statt. Das Wasserrad wurde 1995 entsprechend dem historischen Vorbild neu angefertigt. Es hat nun einen Durchmesser von 5,45 Meter und eine Schaufelbreite von 2,40 Meter. Im Zuge der Förderung der Maßnahme wurde die Auflage erteilt, die Mühle als Schauanlage der Öffentlichkeit zu präsentieren. Seit 2013 befindet sich in den Räumen der Mühle ein Café. Wiederholt nahm die Mühle am Deutschen Mühlentag teil.